# Kattathurai
Kattathurai es una  ciudad censal situada en el distrito de Kanyakumari en el estado de Tamil Nadu (India). Su población es de 17271  habitantes (2011). Se encuentra a 47 km de Thiruvananthapuram y a 73 km de Tirunelveli. 

## Demografía
Según el censo de 2011 la población de Kattathurai era de 17271 habitantes, de los cuales 8598 eran hombres y 8678 eran mujeres. Kattathurai tiene una tasa media de alfabetización del 92,10%, superior a la media estatal del 80,09%: la alfabetización masculina es del 93,83%, y la alfabetización femenina del 90,38%.